# Volksbegehren (Deutschland)

Plakat zum Volksbegehren in Hamburg 2011

Das Volksbegehren ist ein Instrument der direkten Demokratie in Deutschland. Es ermöglicht Bürgern die Einbringung eines politischen Gegenstandes oder eines Gesetzesentwurfes in ein Parlament. Um ein Volksbegehren zum Erfolg – sprich zu einer Behandlung in einem Landesparlament – zu führen, müssen die Initiatoren in einer bestimmten Frist eine festgelegte Zahl an Unterschriften Wahlberechtigter vorlegen. Das Parlament bleibt zwar in seiner Entscheidung über Annahme oder Ablehnung frei, allerdings besteht für die Bürger nach einer verworfenen Vorlage die Möglichkeit einen Volksentscheid zu verlangen. In Deutschland ist das Volksbegehren damit immer der notwendige letzte Schritt zur Herbeiführung eines von der Bevölkerung initiierten Volksentscheids.
Eine besondere Form von Volksbegehren ist das fakultative Referendum (oder seltener auch: Korrekturbegehren). Dieses richtet sich immer gegen einen kürzlich erfolgten Beschluss des Parlaments mit dem Ziel eine Aufhebung oder Abänderung zu erwirken. Für ein fakultatives Referendum gelten üblicherweise niedrigere verkürzte Fristen. Allerdings besteht in Deutschland derzeit nur im Bundesland Hamburg die Möglichkeit zu einem solchen Korrekturbegehren auf Landesebene.
Auf der kommunalen Ebene entspricht dem Volksbegehren das Bürgerbegehren, dem fakultativen Referendum entspricht das kassierende Bürgerbegehren (auch „Korrekturbegehren“ genannt).
In der Schweiz ist die Volksinitiative das zum deutschen Volksbegehren vergleichbare Verfahren. Fakultative Referenden finden sich in der Schweiz unter dem gleichen Namen wie in Deutschland, sind allerdings wesentlich verbreiteter und fester Bestandteil der direkten Demokratie in allen Schweizer Gebietskörperschaften.
In der Weimarer Republik, als erstmals Instrumente der direkten Demokratie in Deutschland eingeführt wurden, waren auf Ebene der Länder auch andere Bezeichnungen gebräuchlich, wie beispielsweise Volksverlangen im Freistaat Lippe oder Antrag auf einen Volksentscheid in der Freien und Hansestadt Lübeck.

## Geschichte
Nach der Weimarer Reichsverfassung war ein Volksentscheid herbeizuführen, wenn ein Zehntel der Stimmberechtigten nach Vorlegung eines Gesetzentwurfs in einem Volksbegehren dafür votierte. Für die Annahme des Gesetzentwurfs war bei dem folgenden Volksentscheid die Beteiligung von 50 Prozent aller Stimmberechtigten erforderlich. Alle drei Volksbegehren auf Reichsebene, die „Fürstenenteignung zum Wohl der Allgemeinheit“, das „Volksbegehren gegen den Panzerkreuzerbau“ und der „Volksentscheid gegen den Young-Plan“ scheiterten. Bereits vor den Weimarer Verfassungsberatungen waren direktdemokratische Verfahren in die Länderverfassungen von Baden, Württemberg und Bayern aufgenommen worden. Die Möglichkeit der Abberufung der Landtage durch Volksbegehren war in den meisten Länderverfassungen der Weimarer Republik verankert. Im Freistaat Preußen scheiterte dabei der Stahlhelm 1931 mit einem Volksbegehren zur Auflösung des Landtags.
In der Praxis der Bundesrepublik Deutschland sind direktdemokratische Verfahren auf der Bundesebene schwach ausgeprägt. Artikel 20 Absatz 2 des Grundgesetzes betont zwar die Volkssouveränität, sieht aber Volksbegehren nur für den speziellen Fall einer Gebietsneugliederung vor.
Bei der Gründung der deutschen Bundesländer nach 1945 wurden dagegen acht Landesverfassungen per Referendum angenommen. Alle bis 1950 verabschiedeten Landesverfassungen enthielten direktdemokratische Verfahren, in acht davon war die Volksgesetzgebung verankert. Die später beschlossenen Verfassungen verzichteten darauf. Die Hürden für die Volksgesetzgebung wurden aber so hoch gezogen, dass es erst im Jahr 1968 in Bayern zu einem ersten durch Volksbegehren initiierten Volksentscheid kam. Außerhalb Bayerns gab es bis 1997 kein einziges erfolgreiches Volksbegehren. In den ersten Jahrzehnten der Bundesrepublik spielten nur die obligatorischen Verfassungsreferenden in Bayern und Hessen eine Rolle. Ab 1989/90 setzte aber eine neue Dynamik in der Entwicklung der direkten Demokratie auf Landesebene ein. Bis 1996 wurde die Volksgesetzgebung in alle Landesverfassungen aufgenommen. In Bayern hatten das Volksbegehren zur Einführung eines kommunalen Bürgerentscheids im Jahr 1995 und das Volksbegehren von 1997 zur Abschaffung des Bayerischen Senats Erfolg. Die gesetzlichen Regelungen in den einzelnen Ländern variieren jedoch stark, von entscheidender Bedeutung sind die geforderten Quoren sowie Fristen und Themenausschlüsse. In Bayern sowie in jüngerer Zeit in Berlin und Hamburg finden Volksentscheide deshalb in nennenswerter Zahl statt, während die Hürden dafür in anderen Ländern als schwierig zu überwinden gelten.

## Voraussetzungen
Die direkte Demokratie in den Bundesländern ist in Deutschland meist als dreistufiges Verfahren konzipiert. Das Volksbegehren ist hierbei die zweite Stufe des Verfahrens. Ihm geht als erste Stufe entweder ein Antrag auf ein Volksbegehren oder eine Volksinitiative (in Sachsen: Volksantrag genannt) voraus. In einigen Bundesländern, z. B. in Mecklenburg-Vorpommern, ist die Volksinitiative dagegen keine zwingende Voraussetzung für ein Volksbegehren.
Wird ein erfolgreiches Volksbegehren nicht vom Parlament angenommen, kann ein Volksentscheid als abschließende dritte Stufe folgen. Die Gesamtheit der drei Verfahrensschritte wird in Deutschland als Volksabstimmung bezeichnet. Für den Erfolg eines Volksbegehrens ist die Sammlung einer bestimmten Zahl von Unterschriften in einer festgelegten Frist erforderlich. Bei dem nur in Hamburg zulässigen fakultativen Volksbegehren sind das Unterschriftenquorum und die Frist abgesenkt bzw. verkürzt. Die genauen Verfahrensregeln, z. B. die Zahl der zu sammelnden Unterschriften, sind dabei allerdings in jeder Gebietskörperschaft anders geregelt. Neben einer verfassungsrechtlichen Verankerung werden Volksbegehren zumeist durch weitere einfachgesetzliche Vorschriften (ein „Volksentscheidsgesetz“ o. Ä.) und teilweise auch durch zugehörige Durchführungsverordnungen geregelt (siehe Überblick). Ist es den Initiatoren eines Volksbegehrens gelungen, die notwendige Anzahl Unterschriften in der vorgegebenen Frist zu sammeln, wird das Begehren zunächst auf formale Zulässigkeit geprüft und dann dem Parlament zur Beratung vorgelegt. Dieses hat nun die Möglichkeit, in einer bestimmten Frist über die Annahme oder Ablehnung des Volksbegehrens zu entscheiden. Lehnt die Vertretung das Volksbegehren mehrheitlich ab, kommt es zum Volksentscheid. Außer in Hessen und dem Saarland ist es in allen Bundesländern möglich, per Volksbegehren eine Änderung der Landesverfassung anzustreben. In Berlin und Bremen gelten für diese Volksbegehren erhöhte Unterschriftenquoren. In einigen Bundesländern können auch Neuwahlen des Parlaments per Volksbegehren angestrebt werden.

## Politische Bedeutung von Volksbegehren

### Volksbegehren auf Bundesebene
Auf Bundesebene ist in Deutschland ein Volksbegehren nur für den speziellen Fall einer Gebietsneugliederung nach Art. 29 Abs. 4 bis 6 GG möglich. Dabei können 10 % der Wahlberechtigten in einem „zusammenhängenden, abgegrenzten Siedlungs- und Wirtschaftsraum, dessen Teile in mehreren Ländern liegen und der mindestens eine Million Einwohner hat“, die Gründung eines eigenen Bundeslandes fordern. Ein solcher Fall ist allerdings in der Geschichte der Bundesrepublik noch nie eingetreten.
Dem Volksbegehren geht ein Antrag voraus, der von mindestens 1 %, aber von nicht mehr als 7.000, der Wahlberechtigten im betroffenen Gebiet unterzeichnet sein muss. Ist das Volksbegehren erfolgreich, muss die Bundesregierung innerhalb einer Frist von zwei Jahren entweder dem Neugliederungswunsch entsprechen oder eine Volksbefragung im betroffenen Gebiet durchführen. Stimmt auch in der Volksbefragung die Mehrheit dem Wunsch nach Neugliederung zu, so muss die Bundesregierung innerhalb einer weiteren Frist von zwei Jahren dem Begehren nachkommen.
Zwar ist dieses spezielle Volksbegehren auf Bundesebene ebenfalls Teil eines dreistufigen Verfahrens, da sein Gegenstand aber auf eine Neugliederung des Bundesgebietes beschränkt ist, kann es mit den in den Ländern bestehenden Verfahren nicht verglichen werden. Denn der eigentlich übliche Kernzweck eines Volksbegehrens – die Einbringung von Gesetzesvorschlägen – wird im Art. 76 Abs. 1 GG bislang ausgeschlossen. Dort werden die mit Initiativrecht ausgestatteten Organe abschließend aufgezählt, wenn es heißt: Gesetzesvorlagen werden beim Bundestage durch die Bundesregierung, aus der Mitte des Bundestages oder durch den Bundesrat eingebracht.

### Volksbegehren auf Landesebene
Die Bedeutung von Volksbegehren fällt aufgrund der stark variierenden Regelungen je nach Bundesland unterschiedlich aus. In Hessen und dem Saarland kam es aufgrund der äußerst restriktiven Regelungen noch nie zu einem erfolgreichen Volksbegehren, und das Instrument spielt somit in der Landespolitik keine aktive Rolle. In Bundesländern mit im Vergleich deutlich weniger restriktiven Regelungen wie Bayern (20 Volksbegehren bis Ende 2018), Hamburg (16), Brandenburg (14) und Berlin (10) sind Volksbegehren ein erprobtes und bekanntes Mittel der Landespolitik, das sowohl von Parteien als auch zivilgesellschaftlichen Akteuren zur Artikulierung ihrer politischen Anliegen genutzt wird.

## Zulässigkeit und Verfahren
Neben einem Unterschriftenquorum und einer Frist unterliegen Volksbegehren einer ganzen Reihe von weiteren Regelungen.

### Themenausschluss
Grundsätzlich muss der Gegenstand eines Volksbegehrens in die Zuständigkeit des entsprechenden Bundeslandes fallen. So kann bspw. ein Volksbegehren in Bayern nicht auf die Änderung eines vom Bundestag beschlossenen Gesetzes abzielen. Zudem darf ein Volksbegehren nicht der freiheitlich-demokratischen Grundordnung der Bundesrepublik Deutschland oder der verfassungsmäßigen Ordnung des jeweiligen Bundeslandes widersprechen. Ein Volksbegehren bspw. zur Einführung der Todesstrafe oder zur Abschaffung des Landesverfassungsgerichtes ist somit in jedem Fall unzulässig. Neben diesen allgemeinen, sich aus der demokratischen Grundordnung ergebenden Einschränkungen, sind je nach Bundesland noch weitere Themen von einem Volksbegehren ausgeschlossen. Diese umfassen zumeist den Haushalt, Dienst- und Versorgungsbezüge sowie öffentliche Abgaben.

### Eintragungsmöglichkeit
Um in Deutschland ein Volksbegehren zu unterstützen, müssen sich wahlberechtigte Bürger (Deutsche Staatsangehörigkeit) eigenhändig mit Namen, Anschrift, Geburtsdatum und Unterschrift auf entsprechenden Formularen eintragen. Lediglich körperbehinderte oder anderweitig an eigenhändiger Unterzeichnung gehinderte Personen dürfen die Eintragung ins Formular an jemanden delegieren. Zur Überprüfung der Wahlberechtigung des Unterzeichnenden werden die Angaben mit den kommunalen Melderegistern abgeglichen. Die Formulare werden nach Abschluss des Volksbegehrens, unabhängig vom Ausgang des Verfahrens, vernichtet. Die Vorgaben zur Gestaltung der Formulare, welche Informationen darauf enthalten sein müssen und ob sich nur eine Person pro Formular (Unterschriftenbogen) oder mehrere Personen pro Formular (Unterschriftenliste) eintragen dürfen, unterscheiden sich je nach Bundesland deutlich. In einigen besteht darüber hinaus die Möglichkeit, dass sich Unterzeichner vor Einreichung des Volksbegehrens auch wieder austragen lassen können. Die Verantwortung für die korrekte Gestaltung der Formulare tragen die Initiatoren eines Volksbegehrens.
Grundsätzlich gibt es in Deutschland zwei mögliche Verfahren, wie Bürger sich in die Formulare eintragen können. Bei der sogenannten freien Sammlung dürfen Bürger „auf der Straße“ ihre Unterschrift leisten. Die ausgefüllten Formulare werden zu Ende der Sammlungsfrist an eine staatliche Behörde zwecks Überprüfung der Wahlberechtigung übergeben. Bei der sogenannten Amtseintragung darf die Eintragung in die Formulare nur an dafür ausgewiesenen Orten (zumeist Rathäuser oder Ämter) erfolgen. Die Unterzeichnung muss dann zwingend in Anwesenheit eines vereideten Beamten erfolgen. Einige wenige Bundesländer bieten die Möglichkeit zur Erweiterung der Amtseintragung, indem sie den kommunalen Stellen die Kompetenz einräumen, eigenverantwortlich weitere Eintragungsorte (bspw. Sparkassen und Kindertagesstätten) zu bestimmen. Insbesondere die Amtseintragung steht immer wieder in der Kritik, da die Beschränkungen durch Öffnungszeiten sowie die – vor allem im ländlichen Raum – zum Teil erheblichen Anfahrtswege zu den Eintragungsorten eine hohe Hürde für unterzeichnungswillige Bürger darstellen. Die Erweiterung der Amtseintragung behebt dieses Problem nur begrenzt und macht die Zahl der Eintragungsstellen zumeist von der politischen Unterstützung des jeweiligen Anliegens durch die lokale Politik (Bürgermeister) abhängig.
Ergänzend zu den zwei genannten Eintragungsverfahren besteht in manchen Bundesländern die Möglichkeit der Briefeintragung, also der Möglichkeit, eigenhändig ausgefüllte Formulare auf dem Postweg an das zuständige Amt zu übersenden. Bisweilen wurden Überlegungen geäußert, die Signaturfunktion des neuen Personalausweises für eine Interneteintragung zu nutzen, diese ist aber noch in keinem Bundesland umgesetzt.

### Verfahrenskosten
Die Kosten für die Herstellung und ggf. (bei Amtseintragung) Verteilung der Formulare an die Eintragungsstellen gehen zu Lasten der Initiatoren des Volksbegehrens. In einigen Bundesländern besteht die Möglichkeit, eine Kostenerstattung für erfolgreiche Volksbegehren zu beantragen. Dabei erhalten die Initiatoren für jede für zulässig befundene Unterschrift jeweils einen gewissen Betrag im Cent-Bereich zur teilweisen Deckung ihrer Auslagen. Für gescheiterte Volksbegehren kann generell keine Kostenerstattung beantragt werden. Alle anderweitig anfallenden Aufwendungen (Abgleich mit Melderegistern, Prüfung und Bescheid) gehen zu Lasten der Staatskasse.

### Verfahrensabschluss
Ein erfolgreiches Volksbegehren findet seinen Abschluss mit der Beratung und Beschlussfassung im Plenum des Parlaments. Dem Parlament ist hierfür zumeist eine Frist von mehreren Monaten nach amtlicher Feststellung des Zustandekommens des Volksbegehrens gesetzt. Wird die durch das Volksbegehren eingebrachte Vorlage im Parlament abgelehnt, können die Initiatoren im Rahmen einer festgelegten Frist die Durchführung eines Volksentscheids beantragen.

## Gesetzliche Regelungen in Deutschland
| Rahmenbedingungen für Volksbegehren in der Bundesrepublik Deutschland | Rahmenbedingungen für Volksbegehren in der Bundesrepublik Deutschland | Rahmenbedingungen für Volksbegehren in der Bundesrepublik Deutschland                          | Rahmenbedingungen für Volksbegehren in der Bundesrepublik Deutschland                                                              |
| allgemein                                                             | allgemein | Volksbegehren                                                                                  | Volksbegehren |
| Gebietskörperschaft                                                   | geregelt in | Unterschriftenquorum Frist / Eintragungsart                                                    | Themenausschluss |
| --------------------------------------------------------------------- | --- | ---------------------------------------------------------------------------------------------- | --- |
| Baden-Württemberg                                                     | Art. 59 und 60 der Landesverfassung; §§ 27–41 des Volksabstimmungsgesetzes | 10 % 6 Monate Freie Sammlung und (3 Monate innerhalb der 6 Monate) Amtseintragung              | Abgabengesetze, Besoldungsgesetze, Staatshaushaltsgesetz                                                                           |
| Bayern                                                                | Art. 71, 72 und 74 der Landesverfassung; Art. 63–74 (PDF; 183 kB) des Landeswahlgesetzes | 10 % 14 Tage Amtseintragung                                                                    | Staatshaushalt |
| Bayern                                                                | Siehe auch: → Volksgesetzgebung in Bayern |                                                                                                | |
| Berlin                                                                | Art. 59, 62, 63 der Landesverfassung; §§ 10–28 (PDF; 1,4 MB) des Abstimmungsgesetzes | 7 % (20 % bei Verfassungsänderungen) 4 Monate Freie Sammlung und Amtseintragung                | Landeshaushaltsgesetz, Abgaben, Tarife öffentlicher Unternehmen, Personalentscheidungen                                            |
| Berlin                                                                | Siehe auch: → Volksgesetzgebung in Berlin |                                                                                                | |
| Brandenburg                                                           | Art. 22 der Landesverfassung; §§13–25, 56 und 60 des Volksabstimmungsgesetzes | 80.000 (= 3,8 %) bzw. (200.000 beim Verlangen nach Neuwahlen) 6 Monate Amtseintragung          | Landeshaushalt, Dienst- und Versorgungsbezüge, Abgaben, Personalentscheidungen                                                     |
| Bremen                                                                | Art. 70 und 71 der Landesverfassung; §§ 8–21 des Gesetzes über das Verfahren beim Volksentscheid | 5 % (10 % bei Verfassungsänderungen oder der Forderung nach Neuwahlen) 3 Monate Freie Sammlung | Haushaltsplan, Dienstbezüge, Steuern, Abgaben, Gebühren                                                                            |
| Hamburg                                                               | Art. 50 der Verfassung der Freien und Hansestadt Hamburg; §§ 6–17 des Volksabstimmungsgesetzes | 5 % 21 Tage Freie Sammlung und Amtseintragung                                                  | Bundesratsinitiativen, Haushaltspläne, Abgaben, Tarife der öffentlichen Unternehmen, Dienst- und Versorgungsbezüge                 |
| Hamburg                                                               | Siehe auch: → Volksgesetzgebung (Hamburg) |                                                                                                | |
| Hessen                                                                | Art. 124 der Landesverfassung; §§ 1-15 des Gesetzes über Volksbegehren und Volksentscheid | 5 % 2 Monate Amtseintragung                                                                    | Haushaltsplan, Abgabengesetze, Besoldungsordnungen, Verfassungsänderungen                                                          |
| Mecklenburg-Vorpommern                                                | Art. 60 der Landesverfassung; §§ 11–17 des VaG; §§ 1–8 der Durchführungsverordnung | 100.000 (= 7,5 %) 5 Monate Freie Sammlung                                                      | Haushaltsgesetze, Abgabengesetze, Besoldungsgesetze                                                                                |
| Niedersachsen                                                         | Art. 48 der Landesverfassung; §§ 12–23 des Volksabstimmungsgesetzes; § 62d der Geschäftsordnung des Landtages | 10 % 6 Monate Freie Sammlung                                                                   | Landeshaushalt, öffentliche Abgaben, Dienst- und Versorgungsbezüge                                                                 |
| Nordrhein-Westfalen                                                   | Art. 2, 68 und 69 der Landesverfassung; §§ 6–21 des Gesetzes über das Verfahren bei Volksinitiative, Volksbegehren und Volksentscheid (VIVBVEG) §§ 2–8 der Durchführungsverordnung VIVBVEG                                                    | 8 % 1 Jahr Freie Sammlung und (18 Wochen innerhalb der Frist von 1 Jahr) Amtseintragung        | Finanzfragen, Abgabengesetze, Besoldungsordnungen                                                                                  |
| Rheinland-Pfalz                                                       | Art. 107–109 der Landesverfassung; §§ 61–76 des Landeswahlgesetzes; §§ 75–83 der Landeswahlordnung | 300.000 (= 9,7 %) 2 Monate Freie Sammlung und Amtseintragung                                   | Finanzfragen, Abgabengesetze, Besoldungsordnung                                                                                    |
| Saarland                                                              | Art. 61, 99 und 100 der Landesverfassung; §§ 2–13 des Volksabstimmungsgesetzes; §§ 1–7 der Volksabstimmungsordnung | 7 % 3 Monate Amtseintragung                                                                    | finanzwirksame Gesetze, Abgaben, Besoldungen, Staatsleistungen, Verfassungsartikel der parlamentarischen und der Volksgesetzgebung |
| Sachsen                                                               | Art. 70, 72–74 der Landesverfassung; §§ 16–25 des VVVG | 450.000 (= 13,2 %) 6–8 Monate Freie Sammlung                                                   | Abgaben-, Besoldungs-, Haushaltsgesetz                                                                                             |
| Sachsen-Anhalt                                                        | Art. 81 der Landesverfassung; §§ 10–19 (PDF; 44 kB) des Volksabstimmungsgesetzes | 9 % 6 Monate Freie Sammlung                                                                    | Haushaltsgesetze, Abgabengesetze, Besoldungsregelungen                                                                             |
| Schleswig-Holstein                                                    | Art. 49 der Landesverfassung; §§ 11–19 des Volksabstimmungsgesetzes | 80.000 (= 3,6 %) 6 Monate Freie Sammlung (Amtseintragung)                                      | Landeshaushalt, Dienst- und Versorgungsbezüge, öffentliche Abgaben                                                                 |
| Thüringen                                                             | Art. 81 und 82 (PDF; 6,1 MB) der Landesverfassung; §§ 9–18 des Gesetzes über Verfahren beim Bürgerantrag, Volksbegehren und Volksentscheid | 10 % (8 %) 4 Monate (2 Monate) Freie Sammlung (Amtseintragung)                                 | Landeshaushalt, Dienst- und Versorgungsbezüge, Abgaben und Personalentscheidungen                                                  |
| Bundesrepublik Deutschland                                            | Art. 29 Abs. 4–6 GG; § 14, § 24, § 26 und § 36 des Gesetzes über das Verfahren bei Volksentscheid, Volksbegehren und Volksbefragung nach Art. 29 Abs. 6 GG §§ 1–45 und 93 der Verordnung zur Durchführung des Gesetzes nach Art. 29 Abs. 6 GG | 10 % der im betroffenen Gebiet Wahlberechtigten                                                | ausgeschlossen sind alle Fragen außer einer Neugliederung des Bundesgebietes                                                       |

## Übersicht durchgeführter Volksbegehren
Von offizieller Seite gibt es in Deutschland keine zentrale Übersicht aller in der Bundesrepublik Deutschland durchgeführten Volksbegehren. Da diese sich in der ganz großen Mehrheit auf Landesrecht beziehen, bleibt es den jeweiligen Verwaltungen der Länder überlassen, ob sie eine solche Übersicht für ihr Bundesland führen möchten oder nicht. Von zivilgesellschaftlicher Seite führt der Verein Mehr Demokratie eine Auflistung aller Volksbegehren auf seiner Internetseite, die fortlaufend aktualisiert wird.
- In Bayern startete das Volksbegehren „Artenvielfalt & Naturschönheit in Bayern“ unter der Kurzbezeichnung „Rettet die Bienen!“ am 18. Mai 2018. Das Volksbegehren setzt sich mit einem Gesetzentwurf zur Änderung des Bayerischen Naturschutzgesetzes für die Erhaltung der Lebensgrundlage von allen Bestäubern, Vögeln, Schmetterlingen und frei lebenden Tieren ein. Initiator ist die Ökologisch-Demokratische Partei (ÖDP). Der Bund Naturschutz (BN) und der Landesbund für Vogelschutz (LBV) wollten die Initiative zunächst nicht unterstützen,[7] wurden aber nach der Zulassung des Volksbegehrens durch das Bayerische Innenministerium mit Bekanntmachung vom 13. November 2018 zu Unterstützern.[8] Weitere Unterstützer sind u. a. die Grünen in Bayern, die Gregor-Louisoder-Umweltstiftung, der Landesverband Bayerischer Imker sowie zahlreiche gemeinnützige Vereine.[9] Die Eintragungsfrist dauerte vom 31. Januar 2019 bis zum 13. Februar 2019.[10][11] 1.745.383 von 9.494.510 wahlberechtigten Bürgern haben sich eingetragen, also 18,4 %.[12] Es war damit das bislang erfolgreichste Volksbegehren in Bayern.[13]
- Im Land Brandenburg lief vom 15. Juli 2015 bis 14. Januar 2016 ein Volksbegehren gegen die Massentierhaltung, benötigt wurden dabei 80.000 Stimmen, die auch erreicht wurden.
- In Thüringen wurde ein Volksbegehren gegen die geplante Gebietsreform vorbereitet. Die Thüringer Landesregierung beschloss am 10. Januar 2017, gegen das Volksbegehren verfassungsrechtlich vorzugehen, da es unzulässigerweise in Haushaltsentscheidungen eingreife.[14]
- Im Saarland fand vom 4. Oktober 2017 bis 3. Januar 2018 ein Volksbegehren zur Wiedereinführung des Abiturs nach neun Jahren (G9) statt.[15]
- In Berlin wurde am 4. August 2017 von der Initiative Volksentscheid Fahrrad der bundesweit erste RadGesetz-Entwurf vorgelegt. Die Initiative stieß das Volksbegehren 18 Monate zuvor an und sammelte für ihren ersten Gesetzesentwurf über 100.000 Unterschriften. Der Referentenentwurf ist ein gemeinsames Ergebnis der Initiative Volksentscheid Fahrrad, ADFC, BUND, der Regierungsfraktionen und der Senatsverwaltung Berlin.[16]
- Ebenfalls in Berlin sammelte die Initiative „Deutsche Wohnen & Co. enteignen“ in nur zwei Tagen Anfang April 2019 rund 15.000 Unterschriften für einen Antrag auf ein Volksbegehren.

## Pro und Contra
Für eine ausführliche Darstellung siehe: Direkte Demokratie
Über das Für und Wider von Volksbegehren (und direkter Demokratie allgemein) wurde und wird in Deutschland seit vielen Jahren kontrovers diskutiert. Häufig wird gegen Volksbegehren argumentiert, dass die Bürger oftmals nicht über das notwendige Fachwissen verfügten, um über einzelne Sachfragen qualifiziert zu entscheiden oder auch die Gefahr bestehe, dass sie nur den Spezialinteressen kleiner und gut organisierter Minderheiten dienten. Allerdings betreiben Initiatoren eines Volksbegehrens oft selber Pressekonferenzen, Talk Shows etc. mit Profis, wodurch sich die ersten beiden Probleme lösen. Die Befürworter von Volksbegehren argumentieren, dass diese den öffentlichen Diskurs um politische Fragen beförderten und das Wissen der Bürger um spezifische Sachfragen vertieften. Die Einbeziehung aller Wahlberechtigten sei vielmehr ein Schutz vor Spezialinteressen und vielmehr eine Erscheinung des klassischen Lobbyismus in den Parlamenten.